# Oppidum de la Roque
L'Oppidum de la Roque est un site de vestiges préhistoriques classé au titre des monuments historiques
Il est situé sur la commune de Fabrègues, dans le département de l'Hérault.

## Historique
Cet oppidum s'élève sur un éperon rocheux d'une cinquantaine de mètres au confluent de la Mosson (affluent de la rive droite du Lez) et du Coulazou, petite rivière intermittente. Parfaitement fortifié, l'éperon était déjà défendu naturellement par deux à-pics. Les objets découverts au XVIIIe siècle et après ont permis d'attribuer sa construction aux Volques Arécomiques. 
Des vestiges de cabanes, de remparts et de tourelles réduites à leurs fondations sont toujours visibles. Un foyer votif orné de chenets présentant des motifs celtiques stylisés a été mis au jour. Ces pièces ont été déposées au musée archéologique de Lattes. 

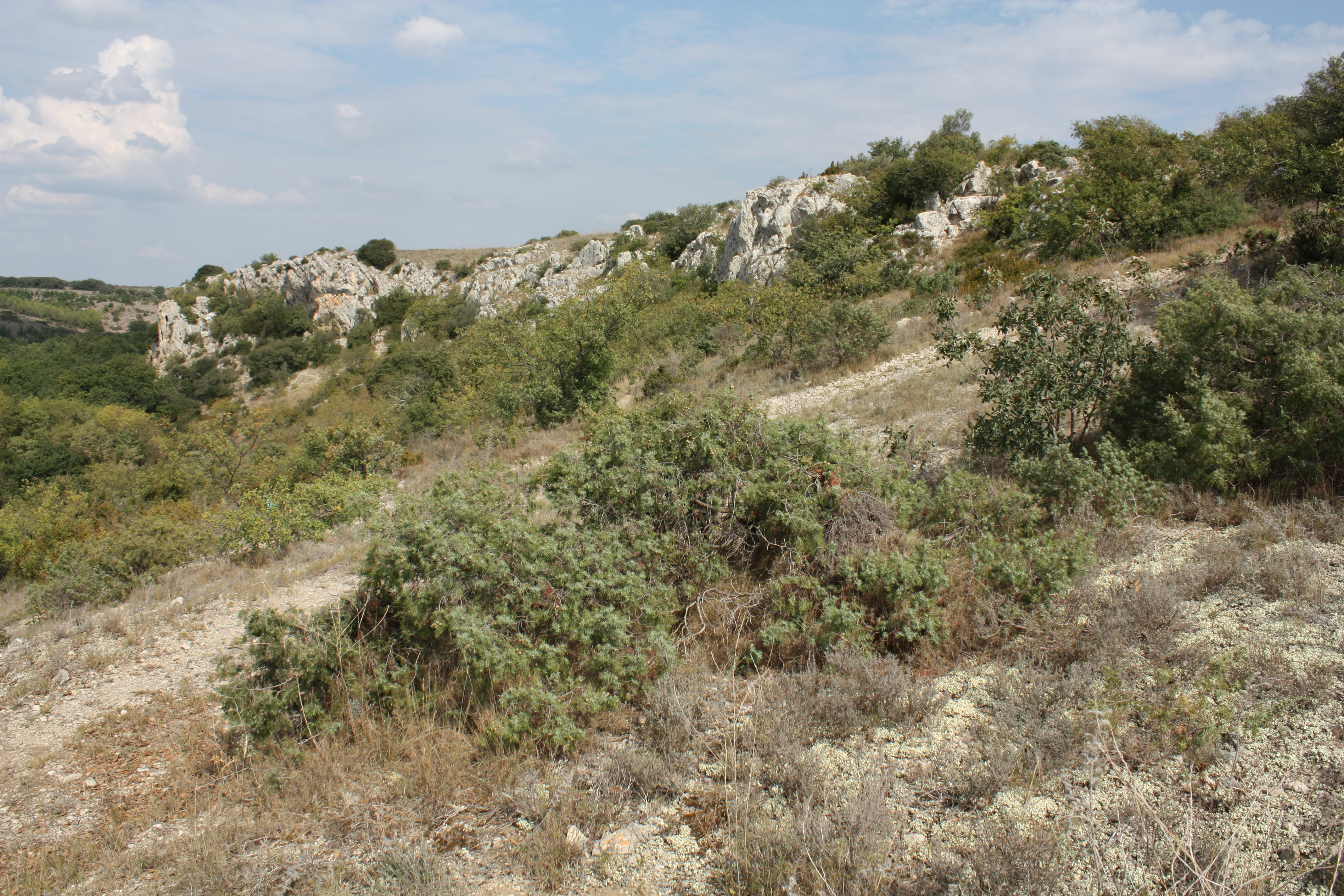
Oppidum de la Roque - Falaise sur le Coulazou

## Protection
Les vestiges de l'oppidum de la Roque font l’objet d’un classement au titre des monuments historiques depuis le 4 novembre 1960.